# Darż
Darż (do 1945 roku niem. Daarz) – wieś w Polsce, położona w województwie zachodniopomorskim, w powiecie goleniowskim, w gminie Maszewo.
Leży w odległości 4 km od Maszewa, przy drodze wojewódzkiej nr 141.

## Historia
Pierwsza wzmianka o wsi w dokumentach pochodzi z 1493 roku, ale archaiczna forma wsi wskazuje na jej znacznie wcześniejszą metrykę. 
W 1580 roku wieś ta została odnotowana w wykazie dóbr hrabiego von Eberstein. W danych z 1628 roku część majątku wchodzącego w skład wsi była w posiadaniu członków rodów von Stettin i von Flemming. Po wygaśnięciu rodu Eberstein wieś Darż przejęty został przez domenę. Miał wówczas wielkość 1433 mórg. W spisach z 1749 roku domena składała się z wsi, folwarku i młyna w Darżu.
Wieś Darż była wsią rycerską, potem domenalną. W XVII wieku liczyła 18 gospodarstw chłopskich i 2 zagrodników. W 1815 roku gospodarstwa stały się własnością dziedziczną. W 1872 roku we wsi było już 32 właścicieli ziemi. W 1932 roku w Darżu znajdowało się 61 budynków mieszkalnych i 91 gospodarczych oraz zamieszkiwały 454 osoby. Areał gruntów wynosił 1144 ha. Wśród zagród chłopskich wyróżniał się chłopski folwark wielkości 143 ha. Średniowieczny kościół, wzmiankowany w 1493 roku został rozebrany, a w 1885 wybudowano nowy. 
Folwark – w 1825 roku młynarz J. CH. Pinno zakupił folwark i na jego ziemiach w 1840 roku założył dodatkowo folwark o areale 540 morgów nazwany Nowym Darżem. W 1844 oba folwarki zostały sprzedane. W 1851 zakupił je właściciel Parlina, W. F. Schumann. W ich posiadaniu Darż był do roku 1945.
Około roku 1862 przebudowano część budynków majątku i wzniesiono nowe. Areał majątku w wielkości 563 ha nie uległ zmianie do 1945 r.
W 1945 roku wieś znalazła się w granicach Polski. Po 1945 roku we wsi utworzono PGR, istniały tu także gospodarstwa rolników indywidualnych.